# Гранола

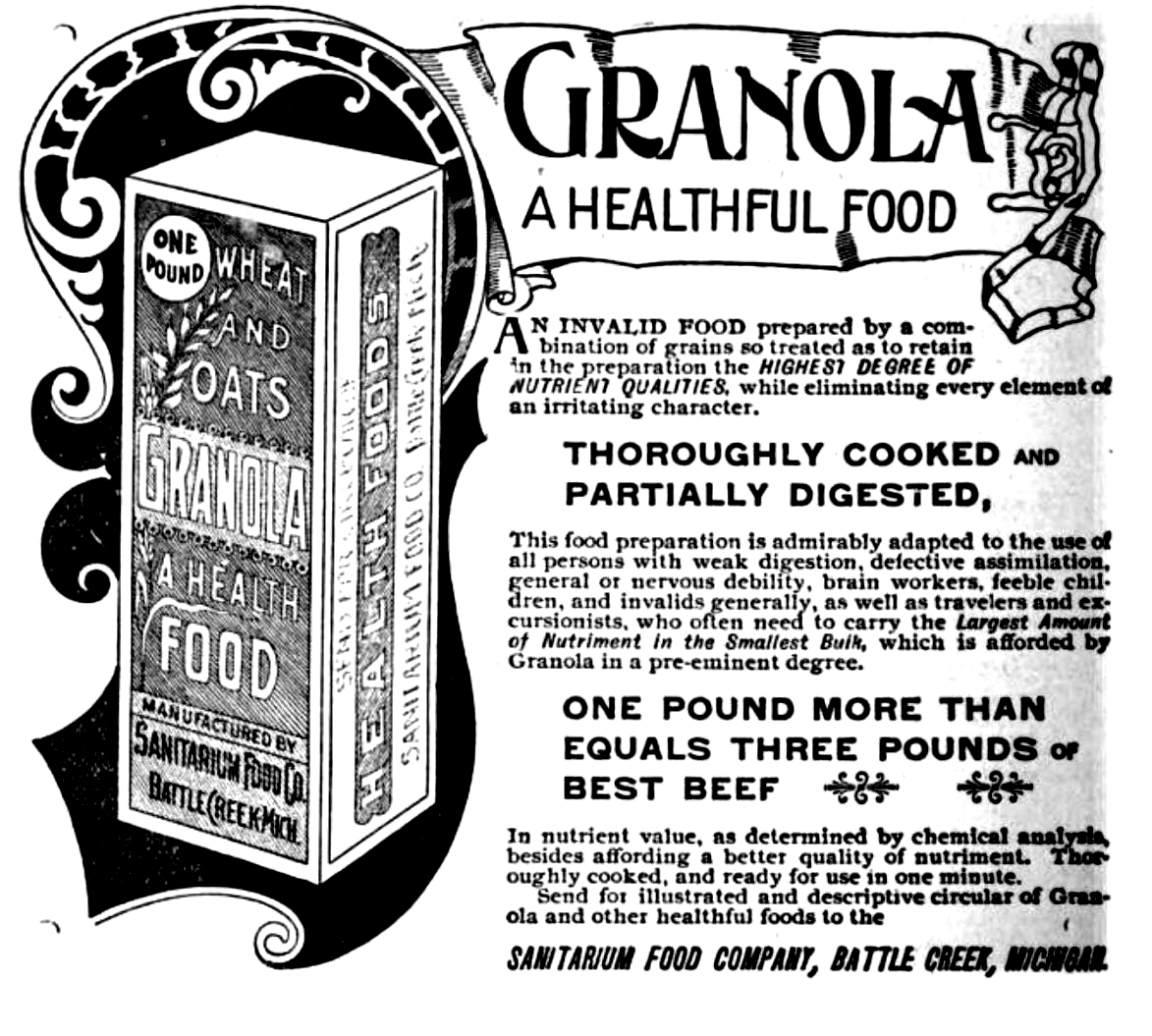
Реклама гранола фірми Kellogg, 1893 рік

Гранола — традиційний для США снек, а також страва для сніданку, що містить вівсяні пластівці, горіхи та мед, іноді рис, які зазвичай запечені до хрусткого стану. У процесі запікання суміш періодично перемішують, щоб домогтися розсипчастої консистенції, як у сухих сніданків. Іноді до суміші додають сухофрукти, родзинки або фініки.
Крім стандартного використання граноли як їжі на сніданок або снеку на полуденок, гранолу традиційно беруть у походи, оскільки вона мало важить, висококалорійна та добре зберігається; ці властивості роблять її схожою на Трайль-мікс (сніданок туриста) або мюслі. Дуже часто гранолу формують у батончик.
Гранола добре поєднується з йогуртом, медом, полуницею, бананами і молоком і іншими видами добавок. Також продукт часто використовують як топінги для різних типів тістечок та десертів. Гранола, до складу якої додали лляне насіння, часто застосовується для того, щоб поліпшити травлення.

## Історія
Історію продукту зводять до американського священника Сільвестера Грема, який здобув популярність у першій половині XIX століття як пропагандист дієтичного харчування («борошно Грема», корисність якого він обґрунтовував збереженням «корисних речовин» цільного зерна завдяки наявності висівок і відмовою від потенційно шкідливого відбілювання борошна).
Продукт під найменуванням «гранула» був випущений в Денсвіллі лікарем Джеймсом Калебом Джексоном в його лікувальному профілакторії в другій половині XIX століття, рецептура ґрунтувалася на ідеології Грема — снек також випікався з борошна Грема. Спочатку з борошна робили тісто, потім розгортали тонкі пластини, які потім випікали. Наступним етапом пластини ламали на шматочки неправильної форми, які перемішували й запікали ще раз. Для випуску і збуту товару була зареєстрована компанія Jackson's cereal. У 1876 році виробництво продукту, схожого на гранолу, освоїв син відомого адвентиста Джон Гарві Келлогг: рецептура передбачала багаторазове запікання цілих злаків та їх подрібнення. Однак продукт не мав комерційного успіху, і Келлог перейшов на випуск горіхів, а згодом — кукурудзяних пластівців, які стали основним продуктом заснованої ним фірми Kellogg. У 1898 році на основі рецепта Джексона випускалася гранола під маркою «Виноградне насіння» освоєне Чарльзом Постом.
У 1960-ті роки продукт знову став популярний, з'явилися нові рецептури з альтернативної сировини. Так, в 1964 році Лейтон Джентрі продав права на його власний рецепт граноли на основі вівсяних пластівців фірмі Sovex. У тому ж році Sovex була куплена Джоном Гудбредом, а в 1967 році Джентрі викупив назад права для діяльності на західному узбережжі за $ 1500, і потім продав права фірмі Lassen Foods за $ 18000. У 1972 році представлена гранола фірми Pet Milk. Майже в цей же час Quaker вивів на ринок свою «100% натуральну гранола», незабаром компанія Kellogg випустила гранолу «Country Morning», а General Mills — «Nature Valley».

## Батончик гранола

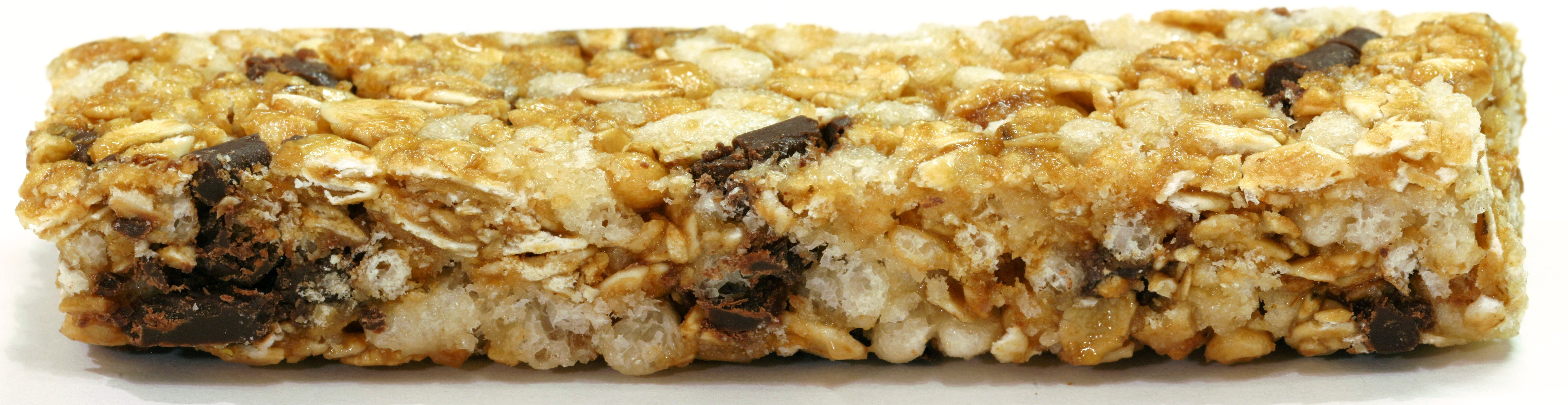
Батончик граноли

«Батончик граноли» вперше випущений компанією Stanley Mason. Батончик ідентичний за складом, як звичайна гранола, різниця полягає у формі: замість звичної розсипчастої консистенції батончик спресований і запечений у форму, що призвело до виробництва продукту, який став зручним снеком, який можна легко взяти з собою. Продукт популярний в Сполучених Штатах і Канаді, в Європі і Бразилії, Південній Африці та Японії.
Різновидом батончика гранола є «жувальний гранола-батончик». Для цієї форми батончиків час запікання вівсяних пластівців скорочують або термічно зовсім не обробляють, що забезпечуєє текстуру, яку можна жувати, на відміну від традиційних батончиків граноли. Деякі виробники, такі як Kellogg, вважають за краще використовувати назви «злаковий батончик» або «батончик-закуска».
Схожі батончики з'явилися в Німеччині та Великій Британії під назвами «флепджек» (англ. flapjack) або «батончик-мюслі». (є й інші назви та різновиди продуктів зі схожими інгредієнтами, такі як «вівсяний батончик», «снек-бар», «злак-бар».)
Перший батончик граноли, проданий в США, був запатентований і вироблений Едвардом Таєром, під захистом цього патенту випускалися наступні продукти: «Peanut Butter Crunch», «Granola Crunch», «Granola Grabber». Таєр працював тільки з Lassen Natural Foods до партнерства з Вільамом Галстедом і до створення Sierra Natural Foods, де вони виробляли гранолу і відкрили продовольчу крамницю.